# La Calahorra
Ne doit pas être confondu avec Calahorra.
La Calahorra est une municipalité d'Espagne, située dans la province de Grenade de la communauté autonome d'Andalousie.

## Géographie
La commune s'étend sur 39,51 km2 pour 752 habitants (813 en 2004), soit une densité de population de 20,58 hab/km2
La ville occupe une vega (plaine irriguée) au pied de la Sierra Nevada. Sur un promontoire se situe le château de La Calahorra.

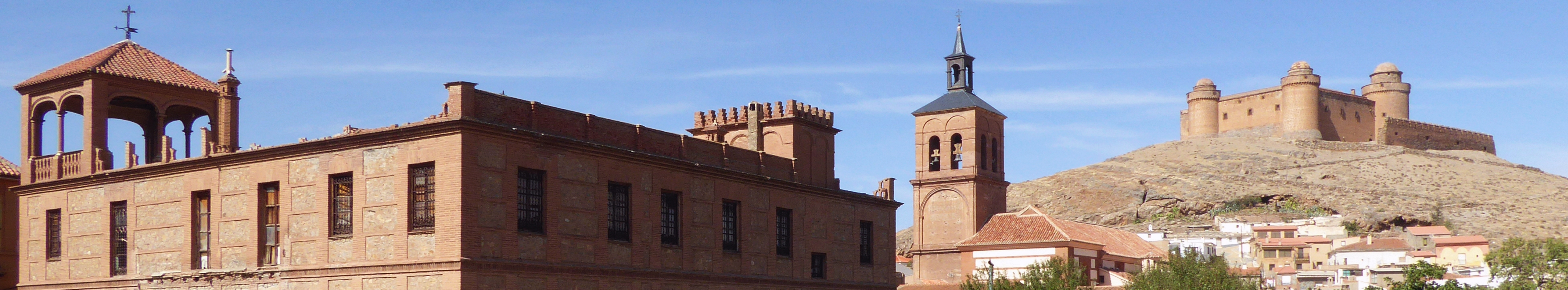
Panorama du village de La Calahorra avec le Castillo de La Calahorra situé plus haut (Photo 2016)

## Histoire
Au centre du village se dresse L'église de Nuestra Señora de la Anunciación, qui date de 1546

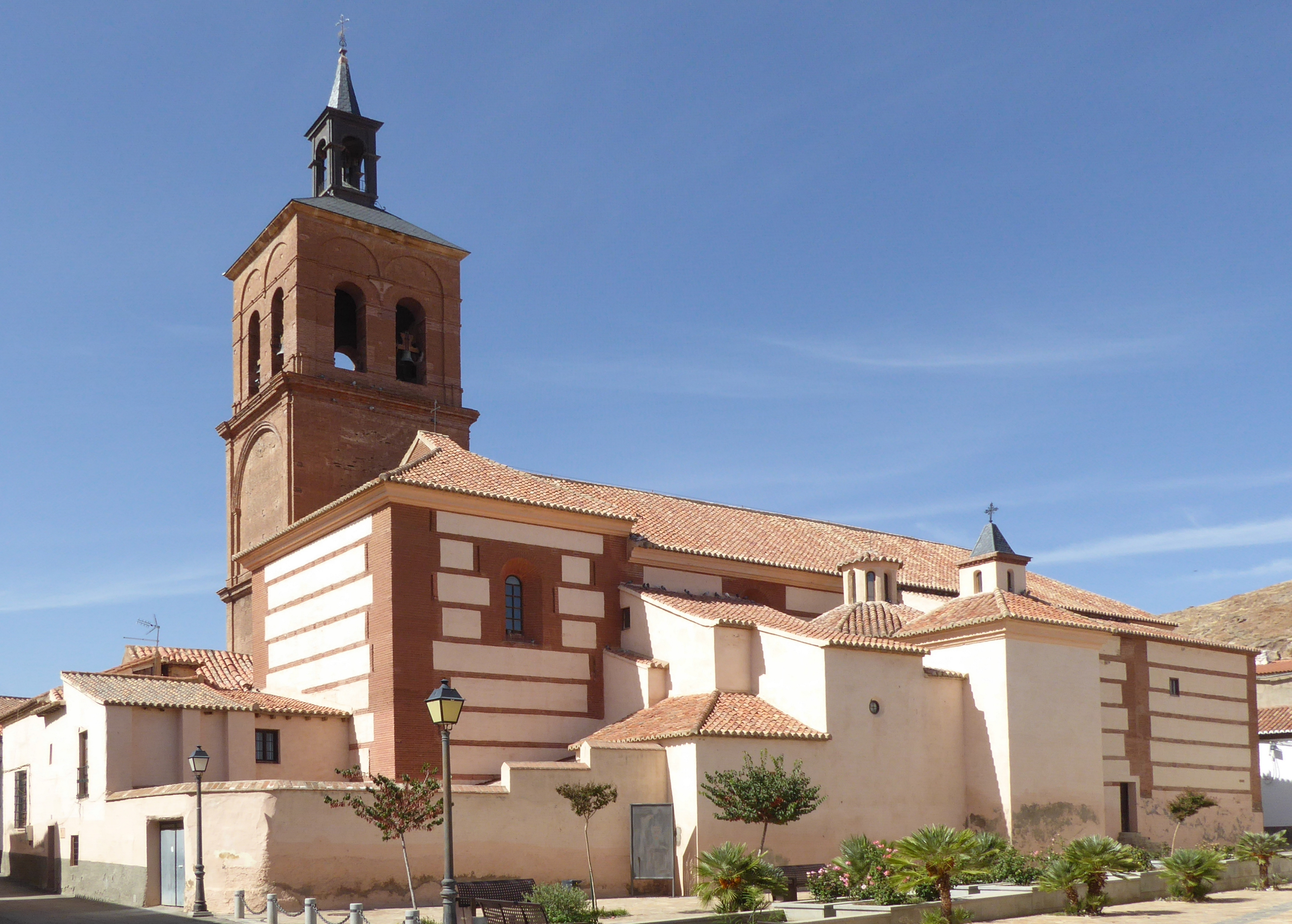
Iglesia de Nuestra Señora de la Anunciación

## Culture

### Château de La Calahorra

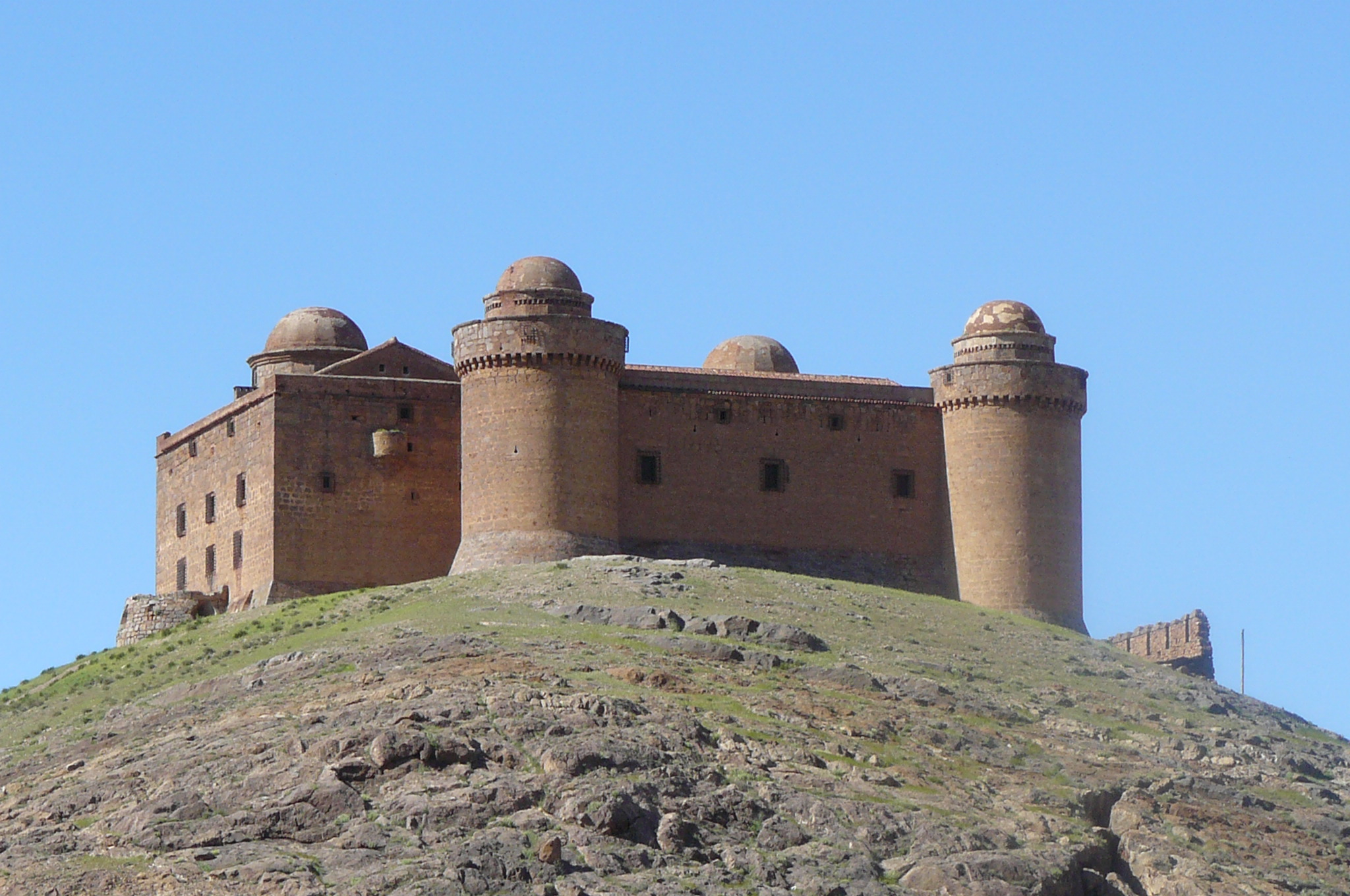
Le château de La Calahorra

Situé sur une butte au-dessus du village, dominant les paysages arides de la Comarque de Guadix, le Chateau de la Calahorra est une ancienne forteresse d'époque musulmane remaniée, entre 1509 et 1512, pour accueillir le marquis Rodrigo Díaz de Vivar, pétri de l'esprit de la Renaissance, et qui aménagea l'intérieur à l'italienne, ce qui en fait l'un des premiers exemples d'architecture renaissance en Espagne.